# Округ Бјенвил (Луизијана)
Бјенвил (енгл. Bienville Parish) је округ у америчкој савезној држави Луизијана.

## Демографија
По попису из 2010. године број становника је 14.353, што је 1.399 (-8,9%) становника мање него 2000. године.
| Група             | 2000.         | 2010.         |
| Белци             | 8.607 (54,6%) | 7.850 (54,7%) |
| Афроамериканци    | 6.897 (43,8%) | 6.076 (42,3%) |
| Азијати           | 24 (0,2%)     | 34 (0,2%)     |
| Хиспаноамериканци | 149 (0,9%)    | 207 (1,4%)    |
| Укупно            | 15.752        | 14.353        |